# Nanomédecine
La nanomédecine est l'application médicale des nanotechnologies et de Recherches apparentées. Elle couvre les domaines de l'administration de médicaments sous forme de nanoparticules  (par voies intraveineuse, orale, cutanée, pulmonaire), et les possibles applications futures de la nanotechnologie moléculaire (MNT).

## Principe général
L'idée de l'utilisation de nanomédicaments est de modifier la distribution de la molécule active dans l'organisme, ce faisant il est alors théoriquement possible d'accumuler la molécule active sur ses sites d'actions pharmacologiques et de l'éloigner des sites sur lesquels elle pourrait avoir des effets non désirés ou effets secondaires. Les nanomédicaments, en plus d'améliorer l'efficacité du traitement, permettent aussi dans une certaine mesure d'améliorer le diagnostic, car ils peuvent apporter un élément détectable sur une zone d'intérêt comme une tumeur. Lorsque diagnostic et thérapeutique sont couplés dans le même système, on parle de « théranostique ». Les domaines d'application des nanomédecines en santé sont très variés, la cancérologie est un des domaines où l'on trouve le plus d'applications du fait des possibilités de ciblage, ou vectorisation, des tumeurs offertes par les nanoparticules.
Les objets thérapeutiques utilisés en nanomédecines ont une taille inférieure au micromètre et bien souvent inférieure à 200 nanomètres (200 milliardièmes de mètre). On trouve par exemple des nanoparticules, des nanocapsules, des liposomes, des micelles, ou des dendrimères qui sont issus des nanotechnologies.
Les nanoparticules peuvent résoudre de nombreux problèmes liés au traitement des tumeurs cancéreuses, comme :
- une quantité des doses élevée d'agents chimiothérapeutiques injectés par voie intraveineuse qui sont toxiques en quantité élevée ;
- et la résistance des cellules cancéreuses aux traitements (c'est-à-dire « multi-drug resistance ») par l'expression élevée de protéines de survie.

En raison de leur taille nanométrique, les nanoparticules peuvent facilement franchir des barrières et s'intégrer d'une façon unique avec des systèmes biologiques. Donc, on utilise les nanoparticules comme les liposomes, les micelles ou les dendrimères pour livrer les médicaments et les diriger vers les organes cibles,.

## Formations
Pour former à ces domaines très techniques, il existe aujourd'hui des masters spécifiques et des programmes de thèses universitaires préparant à des postes en recherche et développement dans l'industrie pharmaceutique mais aussi en recherche fondamentale ou appliquée dans les grands organismes de recherche comme l'INSERM ou le CNRS.

## Vectorisation
La vectorisation est l'encapsulation de médicaments ou molécules thérapeutiques dans des vecteurs comme les liposomes ou micelles, qui peuvent être envoyés directement aux sites malades. En conséquence, les médicaments évitent aux cellules saines d'être tuées ou affectées par le médicament. On doit fonctionnaliser le vecteur en intégrant un agent qui lui permet de reconnaître la cellule cible. Le vecteur est injecté dans l'organisme par voie intraveineuse et passe ensuite aux cellules cibles.
Les nanovecteurs en nanomédecine se classent selon les matériaux nanométriques utilisés, chacun présentant des avantages spécifiques. Les liposomes, par exemple, sont biocompatibles et transportent des médicaments hydrophiles et hydrophobes grâce à leur structure en bicouches lipidiques, favorisant une délivrance ciblée. Les polymères servent de nanotransporteurs modulables, augmentant la stabilité et la biodégradabilité des médicaments, tout en offrant une libération contrôlée qui minimise les effets secondaires. Les cristaux nanométriques améliorent la solubilité des médicaments peu solubles, facilitant leur absorption et prolongeant leur durée d'action. Les nanothérapies à base de protéines, utilisant l’albumine ou le collagène, assurent une faible toxicité et des sources renouvelables. Enfin, les nanoparticules inorganiques, ajustables en termes de taille et de forme, sont employées dans des applications d'imagerie médicale et de thérapies oncologiques, bien que leur toxicité à long terme reste à évaluer pour un usage à long terme.
Les nanovecteurs peuvent être fonctionnalisés avec le polyéthylène glycol (PEG), avec des protéines sensibles au pH, et avec d'autres marqueurs biologiques qui protègent la molécule contre des attaques causées par les anticorps humains. Les nanoparticules sont des vecteurs efficaces parce que leur index thérapeutique — c'est-à-dire leur capacité à traiter une maladie — est élevé par rapport aux techniques conventionnelles.

### Vaisseaux sanguins
La voie la plus efficace pour diriger les nanovecteurs est celle  des vaisseaux sanguins (qui irriguent les cellules des tumeurs). Les vaisseaux des cellules malades sont plus poreux que ceux des cellules saines, donc les nanovecteurs s'accumulent dans ces endroits.

### pH
L'environnement des tumeurs diffère de celui des cellules saines. Les cellules saines ont un pH d'environ 7.4, mais les tumeurs ont un pH de 5.5 à 6.5. Donc, les nanovecteurs peuvent être fonctionnalisés avec des protéines, sensibles à cette gamme de pH qui provoquent la rupture du liposome et la libération subséquent des médicaments. De plus, les cellules des tumeurs possèdent beaucoup de marqueurs biologiques, comme l'acide folique (vitamine B9) que les nanovecteurs peuvent cibler.

### Toxicité d'agents chimiothérapeutiques
Les agents chimiothérapeutiques, qui sont très toxiques en quantité élevée, sont concentrés à l'intérieur des nanovecteurs. Donc les nanovecteurs qui encapsulent ces médicaments protègent les cellules saines contre les effets toxiques des agents chimiothérapeutiques.

### «Multidrug resistance»
Les cellules des glioblastomes (les tumeurs primitives qui ne sont pas encore métastasées) expriment plus de protéines de survie que les cellules saines. Ces protéines de survie aident les cellules des glioblastomes à éviter les effets des agents chimiothérapeutiques. Cependant, les nanoparticules peuvent encapsuler plusieurs médicaments qui, ensemble, agissent contre les protéines de survie des cellules cancéreuses.

### Vectorisation des molécules thérapeutiques en neuro-oncologie
Les nanovecteurs peuvent améliorer beaucoup de problèmes spécifiques au traitement des tumeurs dans le système nerveux central (SNC), par exemple, la fragilité du tissu nerveux et la solidité de la barrière hémato-encéphalique. En raison de leur taille nanométrique, les nanoparticules peuvent franchir la barrière hémato-encéphalique. De plus, l'administration intraveineuse des médicaments ne nécessite pas d'invasion physique du cerveau, donc ces nanomédicaments évitent l'invasion physique des tissus nerveux fragiles.

## Nanomédecine et oncologie
La nanomédecine contre le cancer utilise la nanotechnologie pour le diagnostic, le traitement et la prévention du cancer. Les nanoparticules sont conçues pour cibler spécifiquement les cellules cancéreuses, permettant une délivrance précise des médicaments directement aux tumeurs. Cela réduit les dommages aux tissus sains et atténue les effets secondaires de la chimiothérapie traditionnelle, comme les nausées et l'immunosuppression. Cette approche augmente l'efficacité des traitements tout en améliorant la qualité de vie des patients, ouvrant la voie à des thérapies anticancéreuses plus personnalisées et moins toxiques. Bien que la nanomédecine offre des avancées prometteuses pour traiter le cancer, elle fait face à des défis liés à la sécurité, à la toxicité des nanoparticules et à la variabilité des réponses thérapeutiques. Des études sont en cours pour surmonter ces obstacles et améliorer l'efficacité des traitements .
Le développement récent des nanomatériaux, hors du domaine médical (cosmétique, alimentation...), avec un manque de recul et d'études toxicologiques et épidémiologiques, crée un halo de défiance concernant tout ou partie des nanotechnologies dans l'opinion publique.
Des progrès en nanotoxicologie seront essentiels, pour répondre aux questions propres au domaine de la nanomédecine, mais surtout pour appréhender les risques hors médecine des expositions par voie cutanée, digestive ou respiratoire aux nanoparticules.
Malheureusement, les études sont difficilement comparables et rarement utilisables : un réseau avec des méthodes qualifiées serait nécessaire .

#### Formation par la recherche
- Master en nanomédecine, université Angers
- Master en pharmacotechnie et biopharmacie, université Paris-Sud
- Programme Erasmus Mondus Nanofar